# Skúvoy
Skúvoy (en danés: Skuø) es una isla perteneciente al archipiélago de las islas Feroe, en el Mar de Noruega. Su único núcleo de población es el pequeño pueblo de Skúvoy, con 37 habitantes (2011). Skúvoy es también el nombre de uno de los 30 municipios feroeses, que incluye la isla homónima y la vecina Stóra Dímun y es habitado por un total de 45 personas (2011). 
Su nombre significa "isla de los págalos", y procede de la palabra feroesa skúgvur, nombre local del págalo grande (Catharacta skua), ave marina que cuenta con una importante colonia en la isla.
De hecho, el término "skúa" tiene su origen en el feroés skügver ("mechón de plumas"). Es muy agresiva e incluso peligrosa, capaz de atacar y picotear con saña a los seres humanos que se adentran en su territorio de nidificación. Aun así, durante la primera semana de junio, es tradicional llevar a cabo una recolección de los huevos de estos animales, que forman parte de la gastronomía típica de la zona.

## Geografía

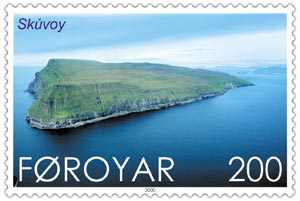
Fotografía aérea, en un sello postal feroés del año 2000.

Skúvoy es una pequeña isla de 12 km² (la quinta más pequeña) del sur de las Islas Feroe. Se localiza a poco más 3 km de la costa de Sandoy, la isla más próxima, en el estrecho conocido como Skúvoyarfjørður; a 4 km de Stóra Dímun, de la que está separada por el Dímunafjørður, y a 12 km de Suðuroy.
El relieve es muy escarpado. Los puntos más altos de la isla son los picos Knúkur (392 m) y Heyggjurin Mikli (391 m). A lo largo de la costa occidental existen acantilados de 300 a 400 m de altura, donde existen abundantes colonias de aves marinas. La costa nororiental, donde se asienta el pueblo, es menos abrupta, con algunos acantilados de baja elevación.
Hay varios cursos de agua. Todos ellos nacen en las montañas del occidente y desembocan en la costa oriental, siendo el mayor el Botnsá, que atraviesa el pueblo. Al centro de la isla hay un pequeño lago.

## Historia

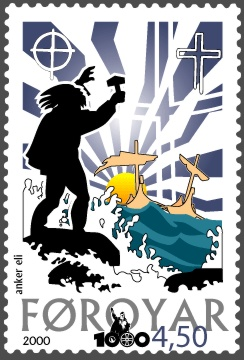
Sello conmemorativo de los 1000 años de cristianismo en las Islas Feroe.

La isla ya es mencionada en la Saga de los Feroeses, un documento redactado en Islandia en el siglo XII. Skúvoy fue el lugar de origen de Beinir y Brestir Sigmundsson, caudillos vikingos que llegaron a dominar la mitad de las Islas Feroe en el siglo X. El hijo de Brestir, Sigmundur Brestisson, fue el caudillo que introdujo el cristianismo en el archipiélago en 999. Desde entonces, el pueblo de Skúvoy ha tenido una iglesia propia. La tumba de Sigmundur se conserva en el cementerio del pueblo, y está marcada con una roca que tiene tallada una cruz.
Otro suceso histórico que tuvo gran incidencia en la isla fue la peste negra. La tradición cuenta que todos los habitantes fallecieron debido a esta enfermedad en el siglo XIV, a excepción de una joven mujer, llamada Rannvá, que no vivía en el pueblo, cuya cabaña (Rannvátoftir) se preserva aún hoy en el valle Fagradalur en el norte de la isla.
En el siglo XVIII otra enfermedad, la viruela, diezmó la población de la isla.
En 1930 Skúvoy, junto con Stóra Dímun, constituyeron un municipio independiente, al escindirse del municipio de Sandur, que hasta entonces comprendía las islas de Sandoy, Skúvoy y Stóra Dímun.
Desde diciembre de 2001 Skúvoy forma parte de la Asociación de las Islas Periféricas (Útoyggjafelagið), que tiene por objeto el desarrollo de ocho pequeñas islas que comparten serios problemas: aislamiento, despoblamiento, economía pequeña y escasas oportunidades.

## Infraestructura
No hay carreteras en la isla, ya que no hay automóviles, sólo algunos vehículos agrícolas. Skúvoy se comunica con el pueblo de Sandur, en Sandoy, por medio de un pequeño transbordador, y con Tórshavn por medio de un servicio de helicóptero. El puerto es reducido y sólo puede ser visitado por barcos de pequeño calado.
El pueblo cuenta con escuela primaria, tienda y oficina de correos, pero no hay restaurante ni hotel.

## Sitios de interés histórico

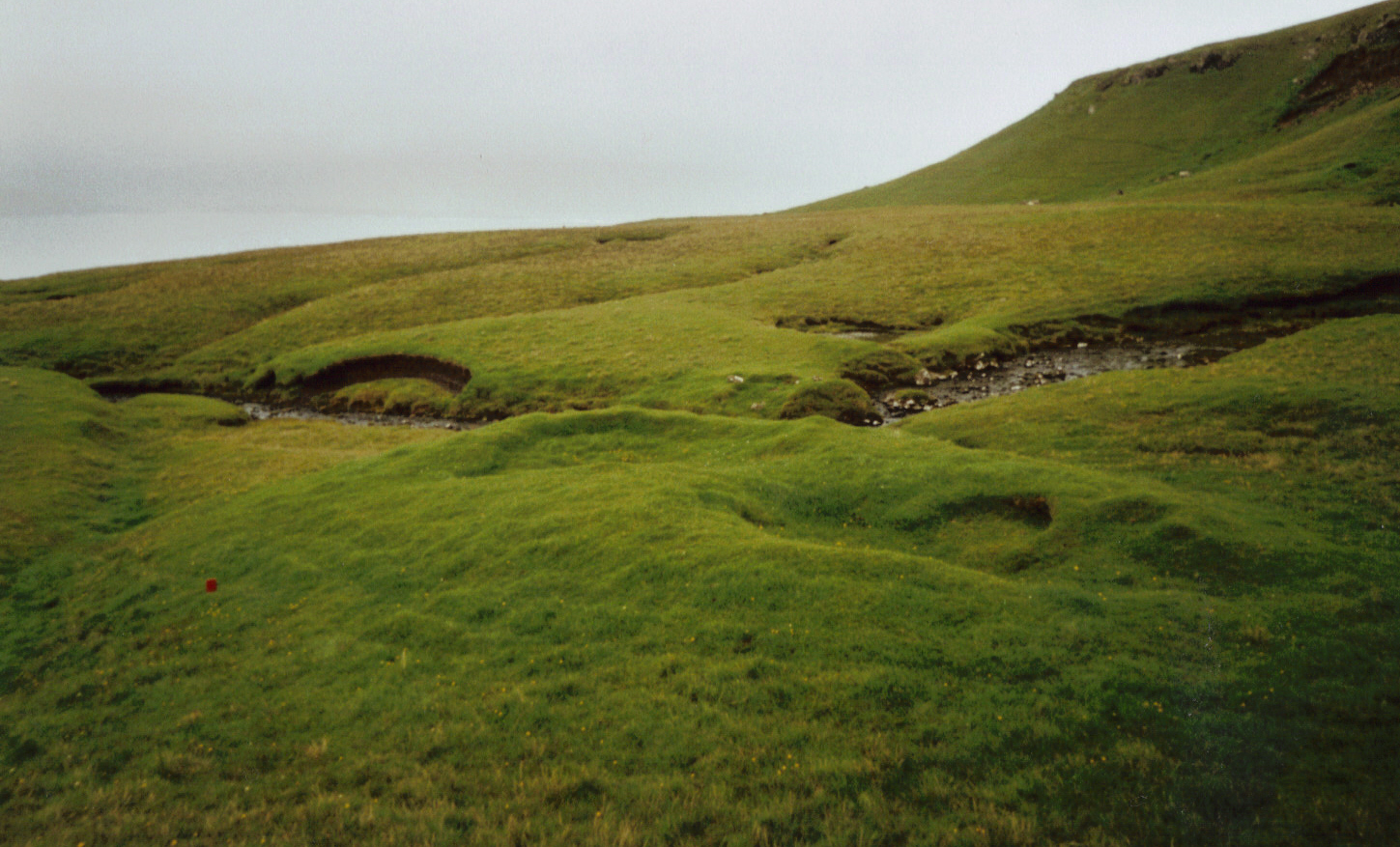
Ruinas de la cabaña de Rannvá (Rannvátoftir) en el valle Fagradalur.

La pequeña iglesia data de 1937, y es sucesora de otra que se construyó en 1852 en el mismo lugar.
En el cementerio se encuentra la tumba del jefe vikingo Sigmund Brestisson, introductor del cristianismo en las Islas Feroe. Su tumba está marcada con una roca con una cruz cincelada, y es uno de los monumentos medievales más significativos de las islas.
En el valle Fagradalur, a 3 km al norte del pueblo, se encuentran las ruinas de la cabaña de Rannvá, la única persona sobreviviente a la epidemia de peste negra del siglo XIV. Pese a que la ruina está cubierta de hierba, los restos de los muros aún son visibles.
El artista Hans Pauli Olsen erigió junto a la iglesia de Skúvoy un monumento a Sigmundur Brestisson con motivo del 1000 aniversario de la cristianización de las Islas Feroe.

## El municipio de Skúvoy

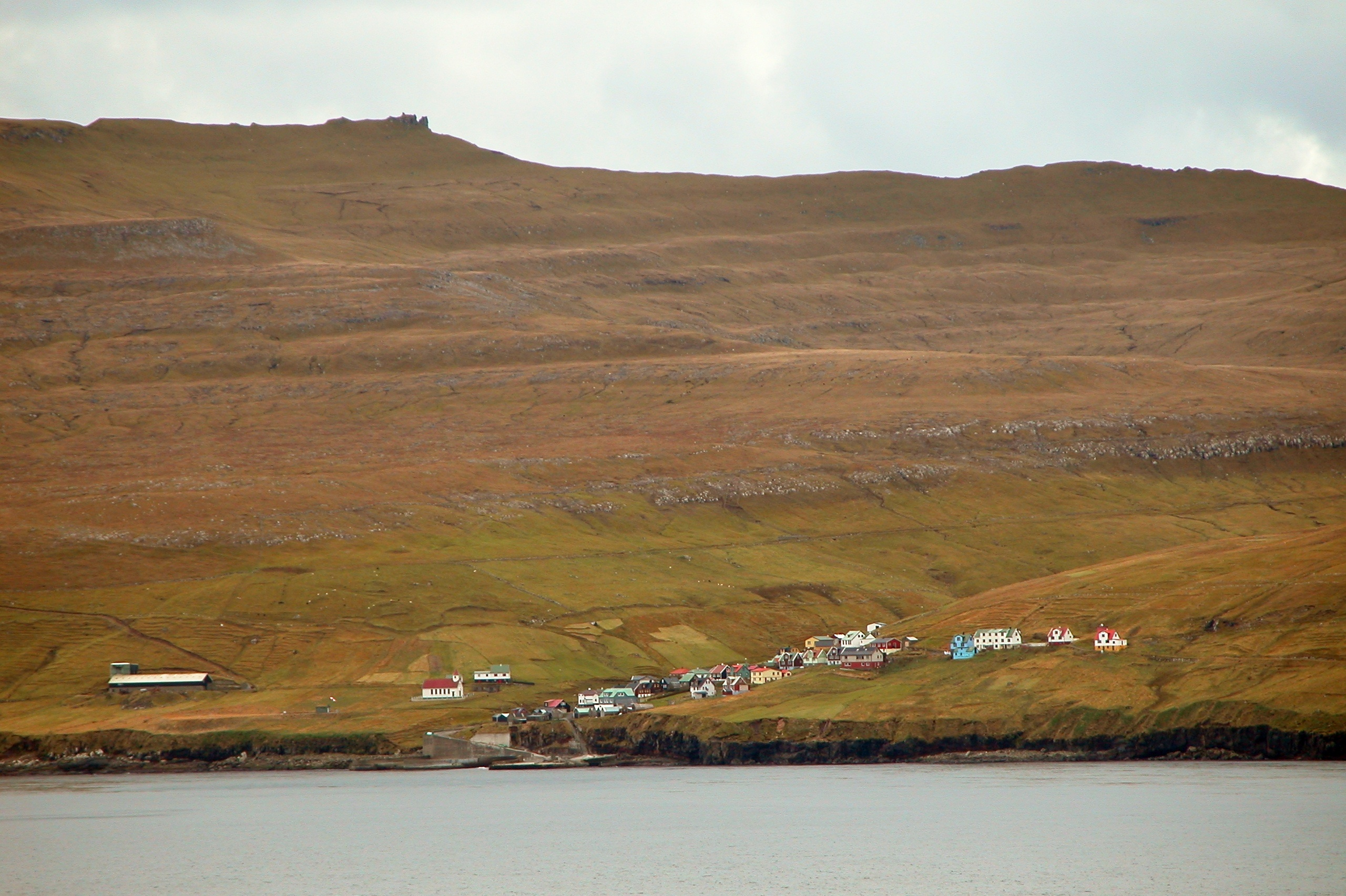
El pueblo de Skúvoy visto desde Skarvanes (Sandoy).

Skúvoy es uno de los 30 municipios de las Islas Feroe, y su territorio incluye, además de la isla homónima, la vecina isla de Stóra Dímun. 
En términos de población, el municipio de Skúvoy cuenta tan sólo 45 habitantes, siendo el segundo menos poblado de las islas, tras Fugloy. Cuenta con dos localidades, siendo la mayor el pueblo de Skúvoy, mientras que la localidad de Stóra Dímun apenas está habitada por una sola familia.
| Localidad   | Hab. |
| ----------- | ---- |
| Skúvoy      | 37   |
| Stóra Dímun | 8    |
| TOTAL       | 45   |

El municipio de Skúvoy es gobernado a nivel local por un concejo municipal encabezado por el alcalde. Debido a la escasa población, en los últimos años el concejo ha estado formado por únicamente 3 personas. El alcalde para el período 2009-2012 es Harry Jensen.